# O Tannenbaum

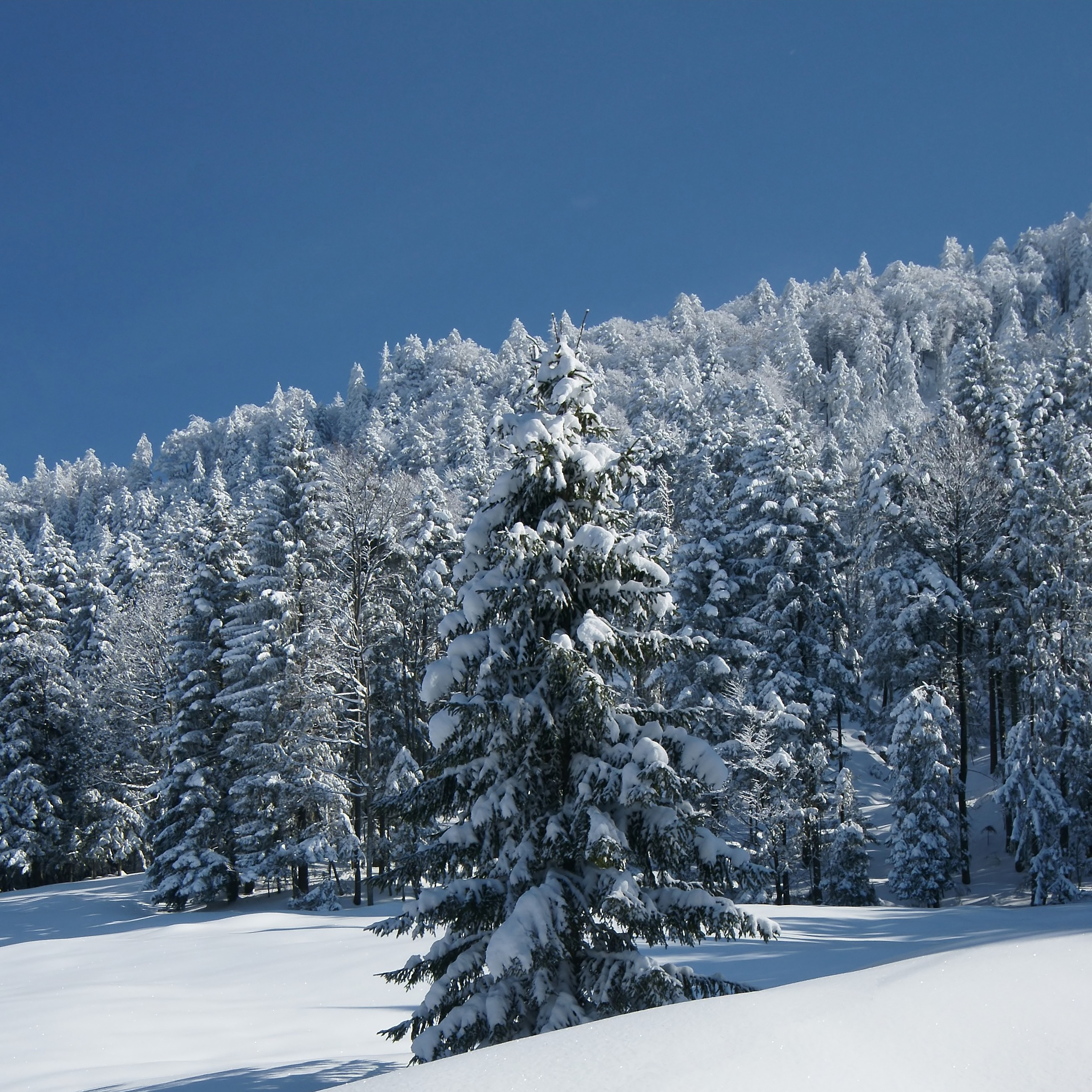
O Abeto no inverno.

Ó Pinheirinho de Natal (em alemão: O Tannenbaun) é uma canção alemã baseada numa canção folclórica tradicional, tornou-se associada à Árvore de Natal, no início do século XX, e cantada como uma canção de Natal.

## História
A melodia, de autor anônimo, tem origem numa canção popular, provavelmente do século XVI ou XVII (embora alguns pesquisadores tenham especulado uma possível origem medieval). Foi publicada, pela primeira vez, em 1799, sendo  usada em algumas antigas canções estudantis como Lauriger Horatius e Gott grüß dich, bruder staudinger.
A primeira estrofe da letra foi escrita, em 1819, pelo organista de Leipzig Joachim August Zarnack (1777-1827), que se inspirou numa canção popular da Silésia intitulada Ach Tannenbaun, composta no século XVI por Melchior Franck (Ach Tannenbaun, ach Tannenbaun, du bist ein edler Zweig! Du grünest uns den Winter, die liebe Sommerzeit) e, talvez, até mesmo no canto Es hing ein Stallknecht seinen Zaum (1550 – 1580 (O Tanne, du bist ein edler Zweig | Du grünest Winter und die liebe Sommerzeit | Wenn alle Bäume dürre sein  | So grünest du, edles Tannenbäunelein), ambos muito semelhante ao texto de O Tannenbaun.
Posteriormente, Ernst Anschütz acrescentou, em 1824, a segunda e a terceira estrofes. A letra, na verdade, não se refere ao Natal, nem descreve uma Árvore de Natal decorada. Em vez disso, ela se refere à qualidades do abeto, que se mantém sempre verde no meio á neve, como símbolo de constância e fidelidade. 

## Texto
A canção é um hino ao abeto (em alemão: Tanne, Tannenbaun), que é elogiado, em particular, por sua qualidade de estar sempre verde.
| Sheet music for "O Tannenbaun"                     | O Tannenbaun Performance bilíngue do primeiro verso pelo Coral da Banda do Exército dos EUA. Problemas para escutar este arquivo? Veja a ajuda . |
|                                                    | O Tannenbaun Performance bilíngue do primeiro verso pelo Coral da Banda do Exército dos EUA.                                                     |
| Problemas para escutar este arquivo? Veja a ajuda. | |